# Carlos Núñez Téllez
Carlos Núñez Téllez (León, 26 de julio de 1951 - La Habana, Cuba, 2 de octubre de 1990) fue un revolucionario sandinista y político nicaragüense. 
Fue uno de los nueve comandantes de la Dirección del Frente Sandinista de Liberación Nacional (FSLN) que asumió el poder después de derrocar al régimen de Somoza. 

## Biografía
Él y su hermano René se unieron al movimiento sandinista, entonces clandestino, en 1969. 
Carlos Núñez, quien recibió entrenamiento guerrillero en el extranjero, fue rápidamente puesto a cargo de las operaciones en León, luego asignado a Managua.
En marzo de 1979, se unió a la Dirección del FSLN, poco antes de que lograra derrocar a Anastasio Somoza Debayle.
En 1984 fue elegido presidente de la Asamblea Nacional y dirigió el proceso que culminó con el establecimiento de la Constitución nicaragüense en 1987. Aunque el FSLN perdió las elecciones legislativas en 1990, Núñez fue reelegido ese año. Su esposa Milú Vargas también sirvió en la Asamblea Nacional. Su sucesor en la presidencia de la Asamblea Nacional fue su hermano René Núñez Téllez.
Núñez murió de un infarto el 2 de octubre de 1990 en La Habana, donde buscaba tratamiento médico.